# 北拉洪塔 (科羅拉多州)
北拉洪塔（英語：North La Junta）是位於美國科羅拉多州奧特羅縣的一個人口普查指定地區。

## 地理
北拉洪塔的座標為37°59′49″N 103°31′55″W / 37.99694°N 103.53194°W，而該地最高點為海拔高度1239米（即4065英尺）。

## 人口
根據2010年美國人口普查的數據，北拉洪塔的面積為3.60平方千米，當中陸地面積為3.52平方千米，而水域面積為0.08平方千米。當地共有人口512人，而人口密度為每平方千米142人。